# Stanisława Witekowa
Stanisława Witekowa (ur. 24 maja 1913 we Lwowie, zm. 14 czerwca 1978) – polska chemiczka, profesor Politechniki Łódzkiej.

## Życiorys
Córka Piotra. W 1938 roku ukończyła studia na Wydziale Chemicznym Politechniki Lwowskiej. W tym samym czasie ukończyła również Konserwatorium Polskiego Towarzystwa Muzycznego. W 1937 roku rozpoczęła pracę w Katedrze Chemii Nieorganicznej Politechniki Lwowskiej. 
Podczas wojny pracowała na tzw. Kursach Technicznych Politechniki Lwowskiej.
Po wojnie przeniosła się do Łodzi, gdzie w 1945 roku rozpoczęła pracę w Katedrze Chemii Nieorganicznej Politechniki Łódzkiej. Od 1956 roku kierowała Zakładem Chemii Ogólnej, a od 1964 Katedrą Chemii Ogólnej. Tytuł naukowy profesora zwyczajnego otrzymała w 1977 roku.
Jej działalność naukowa obejmowała kinetykę reakcji w układach jedno- i wielofazowych, związki kompleksowe, adsorpcję i katalizę. Była jednym z pionierów fonochemii. Dorobek naukowy to 64 publikacji, 8 skryptów i trzy książki. Wypromowała siedmiu doktorów.
Była radną miasta Łodzi, a także pełniła szereg funkcji społecznych.

## Ordery i odznaczenia
- Złoty Krzyż Zasługi (13 lipca 1955)[4]
- Medal 10-lecia Polski Ludowej (15 stycznia 1955)[5]